# (259) Aletheia
(259) Aletheia ist ein Asteroid des äußeren Hauptgürtels, der am 28. Juni 1886 vom deutsch-US-amerikanischen Astronomen Christian Heinrich Friedrich Peters am Litchfield Observatory in New York entdeckt wurde.
Der Asteroid wurde benannt nach Aletheia, einer Tochter des Zeus und eine der Ammen des Apollon. Aletheia ist die griechische Göttin der Wahrheit.

## Wissenschaftliche Auswertung
Aus Ergebnissen der IRAS Minor Planet Survey (IMPS) wurden 1992 Angaben zu Durchmesser und Albedo für zahlreiche Asteroiden abgeleitet, darunter auch (259) Aletheia, für die damals Werte von 178,6 km bzw. 0,04 erhalten wurden. Am 27. Februar 2003 erfolgte eine Bedeckung des Sterns 10. Größe HD 160988 (TYC 6256-00276-1) durch (259) Aletheia, die am Mount Abu InfraRed Observatory in Indien beobachtet wurde. Es wurde daraus eine Sehnenlänge auf dem Asteroiden von 194 ± 10 km abgeleitet.
Eine Auswertung von Beobachtungen durch das Projekt NEOWISE im nahen Infrarot führte 2011 zu vorläufigen Werten für den Durchmesser und die Albedo im sichtbaren Bereich von 182,9 km bzw. 0,04. Nachdem die Werte nach neuen Messungen mit NEOWISE 2012 auf 174,3 km bzw. 0,05 geändert worden waren, wurden sie 2014 auf 178,8 km bzw. 0,04 korrigiert. Nach der Reaktivierung von NEOWISE im Jahr 2013 und Registrierung neuer Daten wurden die Werte 2016 mit 156,3 oder 165,6 km bzw. 0,06 oder 0,05 angegeben, diese Angaben beinhalten aber hohe Unsicherheiten.
Eine weitere Okkultation wurde am 31. März 2019 am Astronomischen Observatorium der Universität Kiew in der Ukraine beobachtet, als (259) Aletheia den Stern 12. Größe UCAC4 475-051755 bedeckte. Es wurde daraus eine 185 km lange Asteroidensehne registriert, die die verfügbaren Schätzungen des Asteroidendurchmessers überstieg. Dies ließ darauf schließen, dass der Asteroid ellipsoidisch geformt ist mit einem Achsenverhältnis von 1:1,19.
Eine spektroskopische Untersuchung von 820 Asteroiden zwischen November 1996 und September 2001 am La-Silla-Observatorium in Chile ergab für (259) Aletheia eine taxonomische Klassifizierung als X-Typ.
Eine Forschergruppe an der University of Arizona und am Planetary Science Institute in Tucson führte in den 1980er Jahren ein Programm zur „Photometrischen Geodäsie“ einer Anzahl von schnell rotierenden Asteroiden des Hauptgürtels durch, darunter auch (259) Aletheia. Bei Beobachtungen am Kitt-Peak-Nationalobservatorium in Arizona konnten vom 14. bis 16. Juni 1986 sowie am 22. und 23. Dezember 1988 Lichtkurven registriert werden, bei deren Auswertung für die Rotationsperiode aber nur eine Abschätzung zu 15 oder 12 Stunden gelang.
Weitere photometrische Beobachtungen erfolgten vom 18. bis 27. Dezember 1994 mit der Automated Telescope Facility der University of Iowa. Hierbei konnte aber keine Rotationsperiode abgeleitet werden. Dies gelang erst bei Messungen vom 3. bis 13. November 2005 am Antelope Hills Observatory in Colorado. Aus der während fünf Nächten aufgezeichneten Lichtkurve wurde nun eine Rotationsperiode von 8,143 h bestimmt.
Aus archivierten Daten des Asteroid Terrestrial-impact Last Alert System (ATLAS) aus dem Zeitraum 2015 bis 2018 konnte in einer Untersuchung von 2022 mit der Methode der konvexen Inversion eine Rotationsperiode von 8,1441 h bestimmt werden.
Abschätzungen von Masse und Dichte ergaben in einer Untersuchung von 2012 für (259) Aletheia eine Masse von etwa 7,79·1018 kg und mit einem angenommenen Durchmesser von etwa 190 km eine Dichte von 2,16 g/cm³ bei einer Porosität von 22 %. Die Werte besitzen eine Unsicherheit von ±12 %.